# PTS Campus Boom
De Provinciale Technische School (PTS) Campus Boom is een STEM-school in de Belgische gemeente Boom. De school is gelegen vlak naast de A12, Boomsesteenweg en het park van Boom. Verder is deze school vooral bekend om zijn beroeps-, technische- en wetenschappelijke richtingen.

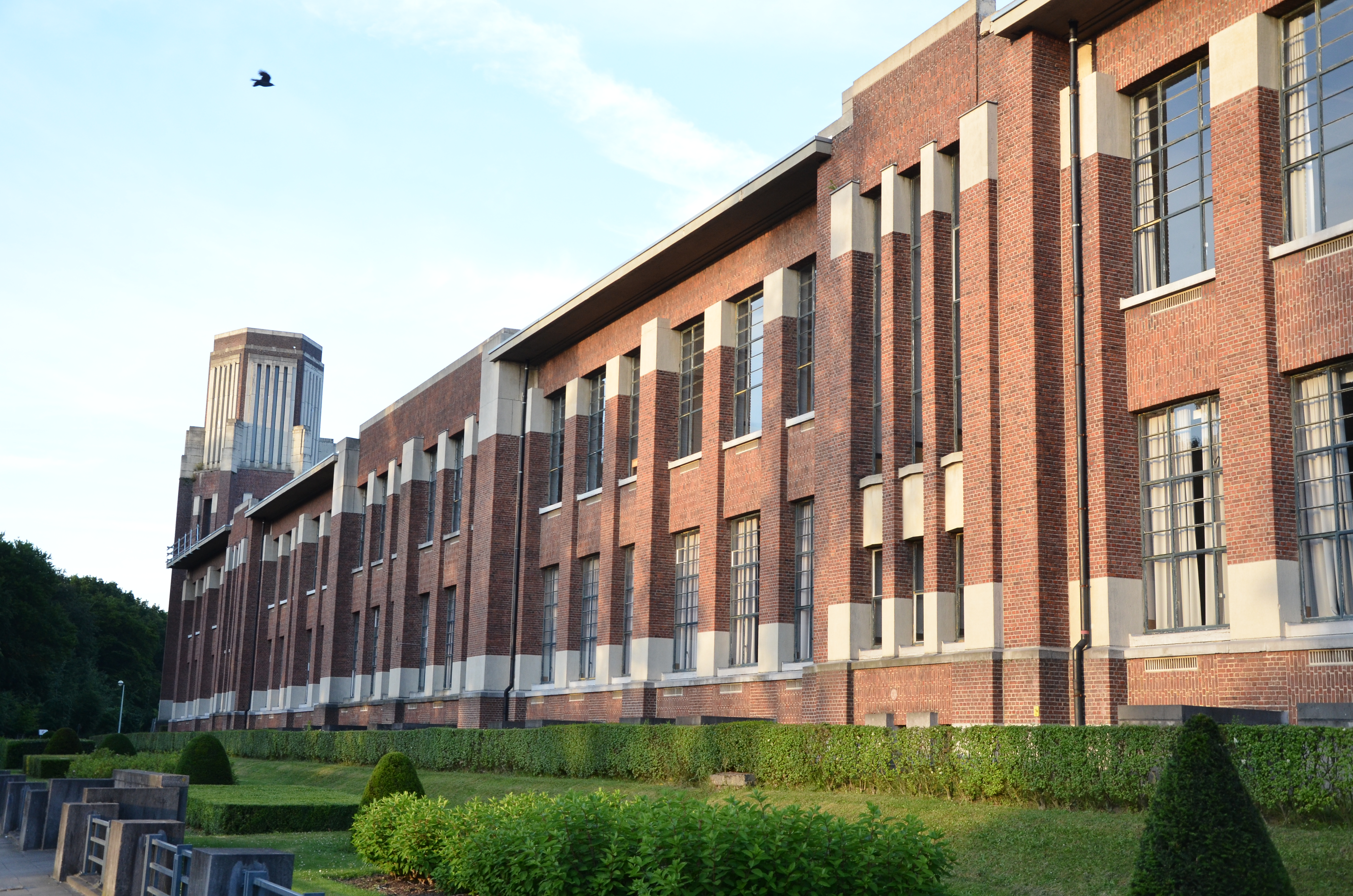
PTS Boom met Watertoren

## Structuur
De provincie Antwerpen treedt op als inrichtende macht voor de provinciale scholen in Boom. 
De school werkt met de leerplannen van het Provinciaal Onderwijs Vlaanderen (POV). 
Het onderwijsaanbod omvat in 2025-2026:
- Eerste graad
  - 1e leerjaar A-stroom
    - STEM-Wetenschappen
    - STEM-Technieken

  - 1e Leerjaar B-stroom
    - STEM-Technieken

  - 2e leerjaar A-stroom
    - STEM-Wetenschappen
      - Optie pakket Industriële Wetenschappen (Engineering)
      - Optie pakket Techniek-Wetenschappen (Science)

    - STEM-Technieken
      - Optie pakket Hout-Bouw
      - Optie pakket Mechanica-Elektriciteit

  - 2e leerjaar B-stroom
    - STEM-Technieken
- Tweede graad
  - Arbeidsmarktfinaliteit (Voordien BSO)
    - Elektriciteit
    - Mechanica
    - Hout

  - Dubbele finaliteit (Voordien TSO)
    - Elektromechanische technieken
    - Elektrische installaties
    - Mechanische technieken
    - Houttechnieken
    - Biotechnieken
    - Voertuigtechnieken

  - Doorstroomfinaliteit (Voordien ASO)
    - Technologische wetenschappen
    - Biotechnologische wetenschappen
- Derde graad
  - Arbeidsmarktfinaliteit (Voordien BSO)
    - Elektrische installaties
    - Mechanische vormgeving
    - Binnenschrijnwerk en Interieur
    - Onderhoudsmechanica auto
    - Lassen - Constructie
    - Sanitaire verwarmingsinstallaties
    - Muziekinstrumentenbouw

  - Dubbele finaliteit (Voordien TSO)
    - Elektromechanische technieken
    - Elektrotechnieken
    - Autotechnieken
    - Houttechnieken
    - Mechanische vormgevingstechnieken
    - Koel- en warmtechnieken
    - Biotechnologische en Chemische technieken

  - Doorstroom finaliteit (Voordien ASO)
    - Technologische wetenschappen en Engineering
    - Biotechnologische en Chemische wetenschappen
- 7e leerjaar na onderwijskwalificatie niveau 3 (na arbeidsmarktfinaliteit)
  - Instroom hoger onderwijs (voorheen Naamloos leerjaar)
  - Pijpfitter-Fabriceur duaal
  - Installateur gebouwenautomatisatie duaal
  - Omsteller verspaning en Monteerder- afregelaar duaal
  - Operator CNC-gestuurde houtbewerkingsmachines duaal
  - Polyvalent mecanicien personenwagens en lichte bedrijfsvoertuigen duaal
- 7e leerjaar na onderwijskwalificatie niveau 4 (na dubbele- of doorstroomfinaliteit)
  - Technicus Hernieuwbare Energie duaal
  - Chemische Procestechnieken duaal
- OKAN-klas
  - Enkel voor anderstalige nieuwkomers. De focus ligt hier vooral op het leren en machtig worden van de Nederlands taal.

Meer informatie over de verschillende opleidingen zoals lessentabellen, kan je terugvinden op de website van PTS Boom. 

## Personeel

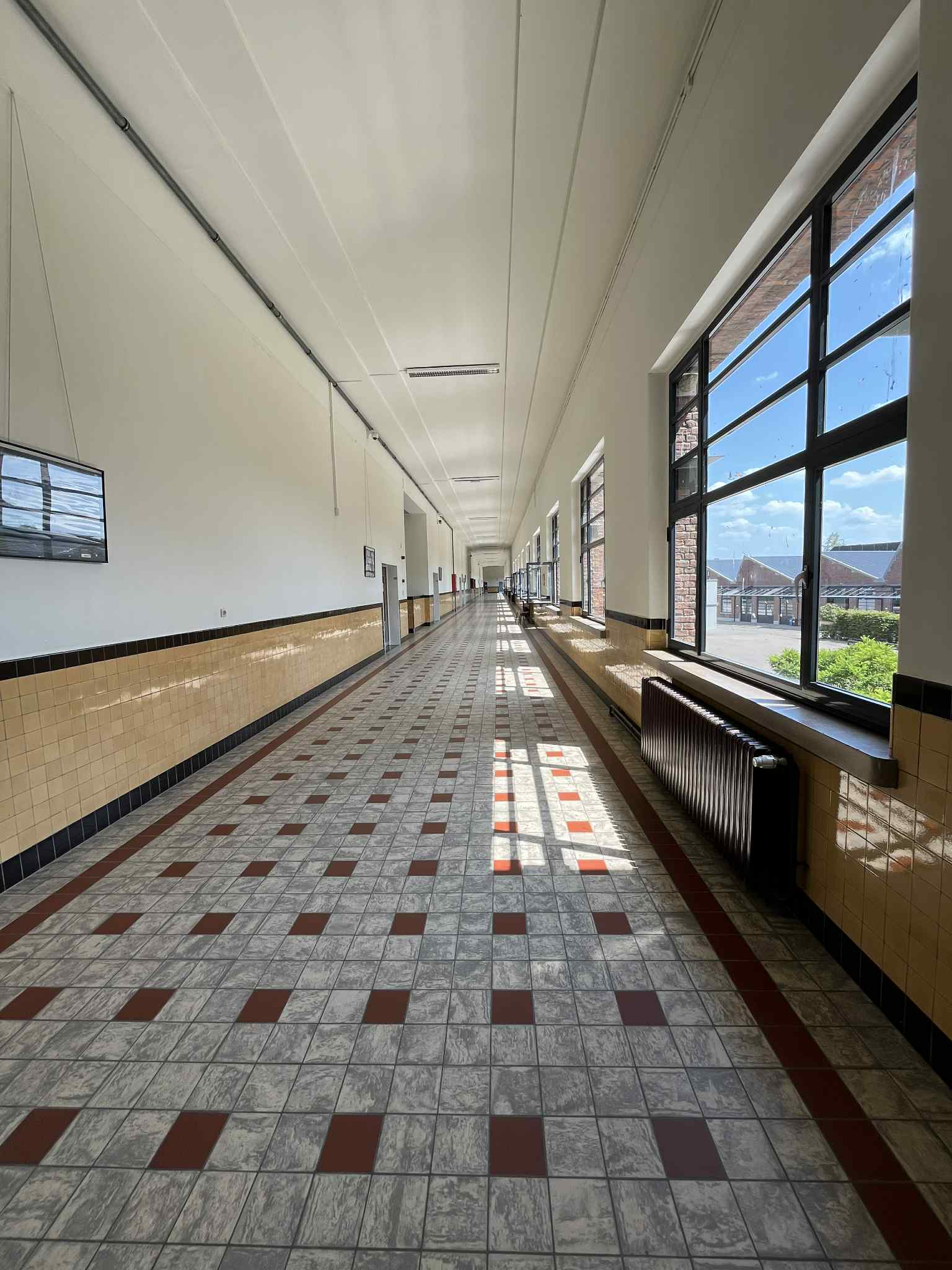
T-gang PTS Boom

| Functie               | Naam                                                                                                 |
| --------------------- | --- |
| Directeur             | Arnold Callay                                                                                        |
| Pedagogisch directeur | Karine De Gendt                                                                                      |
| Technisch directeur   | Wim Broos                                                                                            |
| Technisch adviseurs   | - Luc De Roeck - Alain Goolaerts - Tom De Cocker - Kurt Buelens - Johan Hertogs - Christel Vermeylen |
| Tuchtprefect          | David Rypens                                                                                         |

## Geschiedenis
Voor de nieuw op te starten Provinciale Technische Scholen Boom werd in 1926 begonnen aan een schoolgebouw in de nieuwe tuinwijk Beekbosschen. De bouw vergde vier jaar, de inrichting als schoolgebouw nog eens 2 jaar. In 1932 werd de schoolcampus in gebruik genomen. De originele gebouwen, zowel de klaslokalen voor theorie als de ateliers voor praktijk, waren ontworpen door de stadsbouwmeester en architect Camille Bal en bijkomend architect Ernest Lamot, in art deco. De school was een instituut voor technisch onderwijs, opgericht om vaklui op te leiden, hoogstnodig voor de in het interbellum groeiende nijverheid in de Rupelstreek. Het gebouw werd erkend en beschermd als monument van onroerend erfgoed en is onderdeel van het Cultureel erfgoed in België.
Wegens schaalvergroting, en om aan de subsidievoorwaarden te voldoen, kwam het in 2010 tot een fusie. PTS Boom, de Provinciale Technische Scholen Boom en de Provinciale Tuinbouwschool Mechelen (PITO Mechelen) kwamen onder een schoolbestuur, en hanteren als naam beiden PTS, de Provinciale Scholen voor Tuinbouw en Techniek met als nieuwe namen voor de locaties PTS Campus Boom en PTS Campus Mechelen.
Sinds maart 2016 heeft PTS Boom een campus van AP Hogeschool overgenomen. Deze nieuwe campus, PTS³, doet dienst voor leerlingen van de derde graad elektromechanica, industriële wetenschappen, elektriciteit/elektronica, koel- en warmtetechnieken, Se-n-Se industriële onderhoudstechnieken (TSO) en CV/sanitaire installatie (BSO).

## Renovatie
PTS Boom staat gekend om zijn grote werkateliers. Deze ateliers worden ook wel de zaagtanden genoemd door de opvallende dakstructuur. In 2022 liep de eerste fase van de renovatiewerken af met als gevolg een prachtig nieuw houtatelier, magazijn en toiletblok. In oktober 2023 werd de tweede fase afgerond. De moderne lasafdeling werd toen in gebruik genomen. Op 3 oktober 2024 was er dan weer de opening van de vernieuwde garage.  
In de zomer van 2025 maakt m'n werk van het grote werkhuis van mechanica en de lokalen van elektriciteit. Ook de gebouwen van de eerste graad worden in de toekomst onder handen genomen. 

## Opendeurdag
Elk jaar vindt in de school een grootse opendeurdag plaats. Hier kunnen toekomstige leerlingen de verschillende afdelingen leren kennen binnen de imposante school. Ook oud-leerlingen en -leerkrachten kunnen hier terecht om nostalgisch terug te kijken op de jaren die ze hier gespendeerd hebben. De recent gerenoveerde gebouwen en de grote werkhuizen zijn de bijzonderste bezienswaardigheden van deze opendeurdag. 

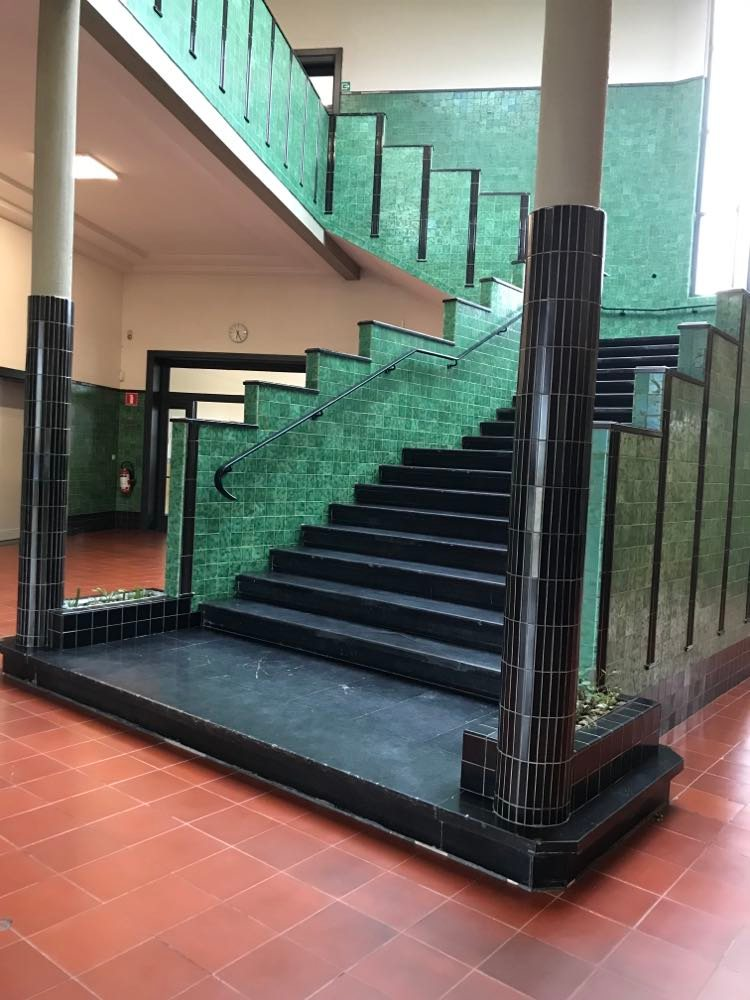
Iconische trap uit de serie #LikeMe.

De opendeurdag in 2024 heeft als thema 'Bruggenbouwers'. Er worden vele workshops ingericht voor jong en oud. Dit zorgt voor een grote meerwaarde bij een bezoek aan deze school. 

## Extra

### Opnames
Tijdens de zomervakanties van 2018, 2019 & 2021 werd in PTS Boom de Ketnet-serie #LikeMe opgenomen. Hierin wordt de school getoond als de School Aan de Stroom, kortweg SAS. Daarnaast waren er in 2025 opnames voor een film van Jan Verheyen. 

### Zwaluwen
Sinds 2009 heeft PTS Boom elke jaar opnieuw enkele gevleugelde bezoekers. Er werden 12 kunstnesten voor zwaluwen opgehangen door Natuurpunt Rupelstreek.